# Petra Praise: The Rock Cries Out
Petra Praise: The Rock Cries Out é o décimo primeiro álbum de estúdio da banda Petra, lançado a 3 de Outubro de 1989. Neste disco prevalece uma temática mais voltada ao louvor congregacional, o qual é mesclado ao rock característico da banda.
O disco atingiu o nº 2 do Top Contemporary Christian.

## Faixas
1. "I Love the Lord" (Bob Hartman) – 3:35
2. "King of Kings" (Saphie Conty, Naomi Batya) – 1:47
3. "Jesus, Jesus, Glorious One" (Curtis Peifer) – 2:18
4. "The Battle Belongs to the Lord" (Jamie Owens-Collins) – 3:04
5. "Take Me In" (Dave Browning) – 4:11
6. "Salvation Belongs to Our God" (Adrian Turner, Pat Howard) – 2:56
7. "The King of Glory Shall Come In" (Hartman) – 3:10
8. "No Weapon Formed Against Us" (Autor desconhecido) – 1:44
9. "I Will Celebrate/When the Spirit of the Lord" (Linda Duvall) – 4:15
10. "I Will Sing Praise" (Jacque DeShetler) – 2:45
11. "Hallowed Be Thy Name" (Bill Ancira) – 4:12
12. "Friends (All in the Family of God)" (John Wierick) – 4:20
13. "I Will Call Upon the Lord" (Michael O'Shields) – 3:48
14. "We Exalt Thee" (Pete Sanchez) – 3:46

## Créditos
- Bob Hartman - Guitarra
- John Schlitt - Vocal
- John Lawry - Teclados, vocal
- Ronny Cates - Baixo
- Louie Weaver - Bateria